# Maria Schönbächler

Maria Schönbächler (2016)

Maria Schönbächler (* Dezember 1969 in Einsiedeln) ist eine Schweizer Professorin für Isotopengeochemie. Sie lehrt am Institut für Geochemie und Petrografie der ETH Zürich und leitet die Forschungsgruppe Planetare Geochemie.

## Werdegang
Maria Schönbächler wurde 1969 in Einsiedeln, Kanton Schwyz, geboren. Sie wuchs in Willerzell auf, wo sie die Primarschule besuchte. Nach der Sekundarschule in Einsiedeln und einem Aufenthalt im Welschland (französischsprachige Schweiz) absolvierte sie eine kaufmännische Lehre bei der Schweizerischen Post.
Nach kurzer Zeit im Berufsleben holte sie an einer Abendschule die Matura nach. An der ETH Zürich begann Maria Schönbächler 1994 ein Geologiestudium, das sie 1999 mit ihrer Diplomarbeit unter Anleitung von Volkmar Trommsdorff abschloss. Das Thema ihrer Arbeit war die Untersuchung der Hochdruckmetamorphose von ultramafischen Gesteinen in der Sierra Nevada (Spanien).
Ihre Faszination für Planeten und Sterne und für die Fragen zum Ursprung unseres Sonnensystems und der Erde veranlasste Maria Schönbächler, bei Alexander Halliday, ebenfalls an der ETH Zürich, eine Doktorarbeit über die Isotopenchemie von Zirkon und Niobium in Meteoriten zu beginnen. Der weitere Forschungsweg führte Maria Schönbächler 2004 an die Carnegie Institution for Science in Washington DC, USA, wo sie sich als Postdoktorandin der Entwicklung und Anwendung neuer Analysemethoden weiterer Isotopensysteme widmete. Eine zweite Postdoktorandenstelle folgte am Imperial College in London, bevor sie 2007 zur Universität Manchester, UK, wechselte, wo ihr eine Professorenstelle angeboten wurde (Lecture & Reading).
2012 wurde Maria Schönbächler als ausserordentliche Professorin für Isotopenchemie an die ETH Zürich berufen. Seither lehrt und forscht sie am Institut für Geochemie und Petrologie und leitet die Gruppe der Planetaren Geochemie. 2019 wurde sie durch den Bundesrat zur ordentlichen Professorin an der ETH ernannt.

## Forschung
Das relativ kurzlebige Isotop 92Nb zerfiel innerhalb der ersten paar hundert Millionen Jahre nach der Entstehung des Sonnensystems zum Isotop 92Zr. Das Verhältnis dieser Isotopen ist wie eine geologische Uhr und lässt sich für die Altersdatierung verwenden. Im Rahmen ihrer Doktorarbeit gelang es Maria Schönbächler erstmals durch hochpräzise Isotopenanalyse, mit Hilfe der Multikollektor-Massenspektrometrie eine genaue isotopische Uhr des 92Nb/92Zr-Zerfalls für das frühe Sonnensystem zu erhalten. Das Resultat ihrer Forschungsarbeit zeigte, dass die Erde innerhalb kurzer Zeit (ca. 50 Mio. Jahre) nach der Bildung unseres Sonnensystems entstanden ist. Bis dahin war man von einer deutlich längeren Entstehungsdauer ausgegangen.
Am Carnegie Institution for Science erforschte Schönbächler u. a. das Pd-Ag-Zerfallsystem und führte die bis dahin präzisesten Messungen der Ag-Isotopenzusammensetzung in terrestrischen Proben und in Meteoriten durch. Ziel war es, Informationen über das Alter des Erdkerns zu erhalten. Sie konnte mit ihren Daten zeigen, dass die Erde radiogenes Ag aus dem 107Pd-Zerfall enthält. Diese Daten weisen möglicherweise darauf hin, dass sich der Erdkern innerhalb der ersten 20 Millionen Jahre in der Geschichte des Sonnensystems gebildet hat.
Nach der Rückkehr an die ETH Zürich sind ihre Forschungsschwerpunkte weiterhin die Bildung der Erde und des Sonnensystems aus dem Sonnennebel, die frühen Evolutionsstufen der Erde und die Entwicklung der ersten Kontinente. Mit Hilfe der Isotopenchemie werden Proben von Asteroiden, Meteoriten sowie terrestrischem Material analysiert. Die Voraussetzung dafür sind höchstempfindliche Massenspektrometer, die dem neuesten Stand der Technik entsprechen, wie auch hochmoderne Reinraumlabore. Das Labor für Isotopengeochemie an der ETH Zürich ist eines der am besten ausgerüsteten Labore weltweit für die Analysen von stabilen und radioaktiven Isotopen sowie von Edelgasen.
Zum Jahreswechsel 2022/2023 nahm Maria Schönbächler erstmals an einer Suche nach Meteoriten teil und reiste im antarktischen Sommer zur Princess-Elisabeth-Forschungsstation. Dabei konzentrierte sich das Forschungsteam (mit weiteren Wissenschaftlerinnen aus Belgien und den USA) auf Blaueisfelder, die noch nicht auf Meteoriten abgesucht wurden. Am letzten Tag der Expedition fanden die Forscherinnen einen 7,6 kg schweren Meteoriten.

## Auszeichnungen
- 2003: Silbermedaille der ETH Zürich für ihre hervorragende Doktorarbeit
- 2007: Paul Niggli Medaille[6] Die Paul-Niggli-Medaille ist der renommierteste "Nachwuchspreis" der Schweiz im Bereich der Erdwissenschaften. Seit dem 100. Geburtstag von Paul Niggli im Jahr 1988 wird sie jährlich von der Paul-Niggli-Stiftung verliehen.
- 2011: Nachwuchs-Stipendium des Europäischen Forschungsrats «ERC Starting Grants»[9]
- 2021: Jessberger Award[10] Der Jessberger-Preis wird von der Meteoritical Society London alle zwei Jahre an eine Isotopengeochemikerin in der Mitte ihrer Karriere verliehen.
- 2022: Fellow of Meteoritical Society[11]

## Mitgliedschaften
- Seit 2014: Nationaler Forschungsschwerpunkt NFS PlanetS[12]
- 2013–2015: Mitglied der European Association of Geochemistry[13]
- 2017–2022: Mitglied Vorstand der Schweizerischen Akademie der Naturwissenschaften (SCNAT)[14]
- 2019–2023: Vizepräsidentin Stiftungsrat Schweizerischer Nationalfond SNF (als Vertreterin der SCNAT)[15]
- 2023: Nomination für das Vizepräsidium der Meteoritical Society ab 2025[13].

## Weiteres Engagement und Öffentlichkeitsarbeit
Maria Schönbächler setzt sich sehr für die Frauenförderung in der Forschung ein, u. a. als stellvertretende Leiterin der akademischen Plattform bei PlanetS. Auch tritt sie regelmäßig als Referentin bei Veranstaltungen zur Frauenförderung in MINT-Fächern auf.
Als Fan der Science-Fiction-Serie Raumschiff Enterprise trat sie im Mai 2024 als Referentin bei der Fantasy Basel auf.

## Publikationen
- Liste ausgewählter Publikationen
- Die Entstehung der Erde - was Isotope uns darüber verraten. Einführungsvorlesung. Videoportal der ETH Zürich, 8. April 2013.